# ISCH-2125
Die fünftürige Kombilimousine ISCH-2125 bzw. ISCH-2125 Kombi wurde von 1973 bis 1997 von den Ischmasch-Werken in Russland hergestellt und zählte zu den meistverkauften Familienfahrzeugen in der UdSSR. Präsentiert wurde das Fahrzeug bereits Anfang 1971.

## Besonderheiten des 2125
Gegenüber dem Vorgängermodell wurde die Federung verstärkt und die Rücksitzbank klappbar gestaltet, um eine größere Ladefläche zu ermöglichen. Nach mehreren Unfällen wurde 1980 die Bremsanlage überarbeitet und erhielt nun einen Vakuum-Bremskraftverstärker.

## Überarbeitung zum 21251
1982 wurde der ISCH-2125 zum Typ ISCH-21251 überarbeitet. Zu den Neuerungen zählten vordere Scheibenbremsen, ein neues Bremssystem, eine neue Elektronik, versenkte Türgriffe und ein neuer Kühlergrill mit runden Scheinwerfern. Das Interieur wurde ebenfalls modernisiert. So hatte das Modell nun auch Türpolsterungen und eine neue Instrumententafel, die den UN- und UNECE-Regelungen entsprachen. Das Modell wurde unverändert bis zur Produktionseinstellung im Jahr 1997 weitergebaut.

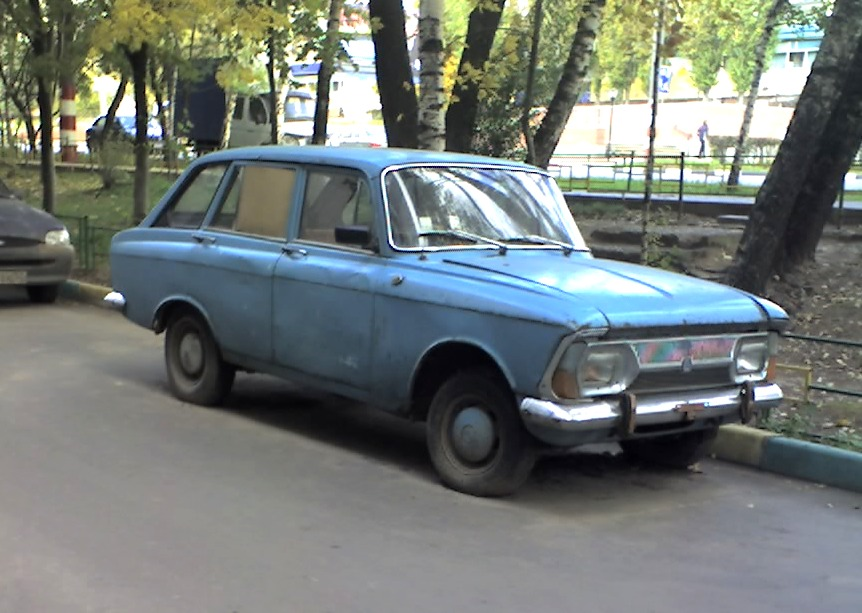
ИЖ-2125 Ко́мби 1973–1982
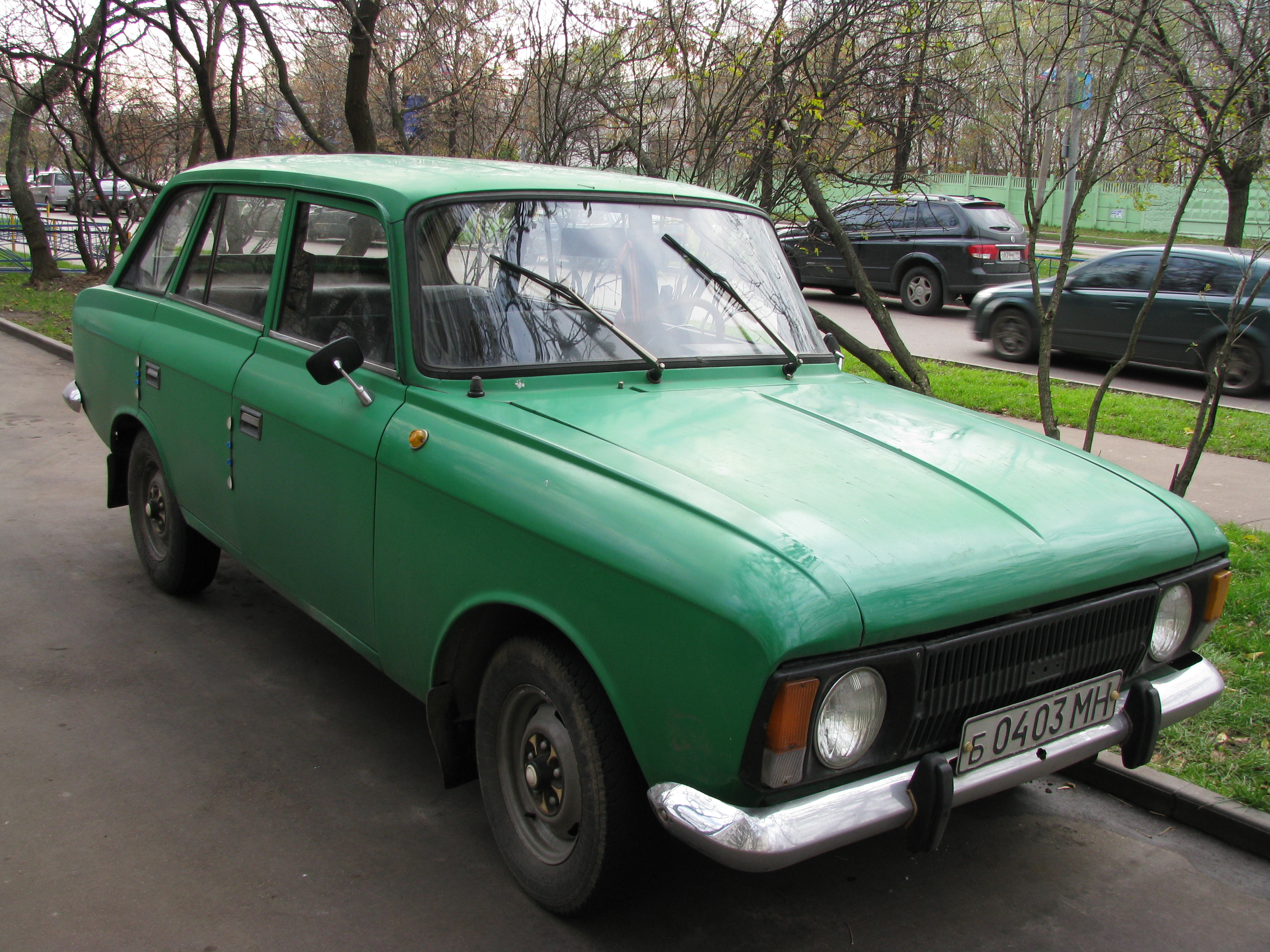
ИЖ-21251 1982–1997